# Stra
Stra és un municipi italià, dins de la ciutat metropolitana de Venècia. L'any 2007 tenia 7.632 habitants. Limita amb els municipis de Dolo, Fiesso d'Artico, Fossò, Noventa Padovana (PD), Vigonovo i Vigonza (PD).

## Administració
| Període | Identitat   | Partit |
| ------- | ----------- | ------ |
| 2008-   | Piera Bumma |        |